# Otto Salomon
Otto Aron Salomon (né en 1849 à Göteborg et mort en 1907) est un éducateur, écrivain suédois et promoteur du système éducatif Sloyd.

## Biographie
Otto Salomon naît à Göteborg, fils du négociant Alexander Salomon et de son épouse Henriette Abrahamson. Il est l'aîné d'une fratrie de trois enfants, sa sœur cadette est la romancière Sophie Elkan. Il commence à étudier à l'Institut de Technologie de Stockholm mais il abandonne un an après pour accepter le poste de directeur de l'institut de formation des enseignants Sloyd à Nääs. C'est dans ce cadre que Salomon a pu étudier et faire connaître le système éducatif du mouvement Sloyd.